# کریم رشید
کریم رشید طراح صنعتی کانادایی-مصری متولد قاهره است. او دانش‌آموختهٔ طراحی صنعتی از دانشگاه کارلتون اوتاوا است و کارشناسی ارشدش را از دانشگاه پلی‌تکنیک میلان زیر نظر استودیوی بونتو(Bonetto Studio) دریافت کرده‌است.
طرح‌های او از وسایل زندگی روزمره مانند مبلمان، نور و ظروف و همچنین محصولات لوکس مانند ادکلن و ساعت و غیره است. به نقل از نشریهٔ تایم؛ کریم رشید مشهورترین طراح صنعتی قارهٔ آمریکا است.
با توجه به نگاه وی به مترییال به او لقب شاهزادهٔ پلاستیک داده‌اند که به دلیل علاقهٔ شدید او به این ماده و تعداد زیاد آثار پلاستیکی اوست. برادر او هانی رشید نیز معمار شناخته شده‌ای است.

## جوایز
- جایزهٔ جورج نلسون - ۱۹۹۹
- جایزهٔ طراح کانادایی سال - ۲۰۰۱
- جایزهٔ پنت‌آوارد - ۲۰۱۰[۵]
- جایزهٔ رد-دات - ۲۰۱۲[۶]
- جایزهٔ اینترنشنال دیزایت اورد- ۲۰۲۱[۷]